# Plaque de Qiantang
La plaque de Qiantang est une ancienne plaque tectonique de la lithosphère de la planète Terre.
Elle a existé durant le Mésozoïque et est entrée en collision avec la plaque eurasienne située au Nord au début du Jurassique alors que les plaques indienne et de Lhassa situées au Sud remontaient vers le Nord. On ne sait pas comment a réagi la plaque de Qiantang avec la plaque cimmérienne qui s'est également soudée au Sud de la plaque eurasienne. Au Sud, la plaque de Lhassa disparaissait par subduction sous la plaque de Qiantang et au Nord, la plaque de Qiantang disparaissait par subduction sous la plaque eurasienne.
La plaque de Qiantang forme aujourd'hui le Nord du plateau tibétain.

## Source
- (en) Glossaire des plaques tectoniques et de termes paléogrépgraphiques [PDF]